# Agardhiella pirotana
Agardhiella pirotana е вид охлюв от семейство Argnidae. Видът е почти застрашен от изчезване.

## Разпространение
Разпространен е в Сърбия.

## Описание
Популацията на вида е стабилна.